# Contea di Benton (Mississippi)
La contea di Benton (in inglese Benton County ) è una contea dello Stato del Mississippi, negli Stati Uniti. La popolazione al censimento del 2000 era di 8 026 abitanti. Il capoluogo di contea è Ashland.